# Simbolo di Tanit

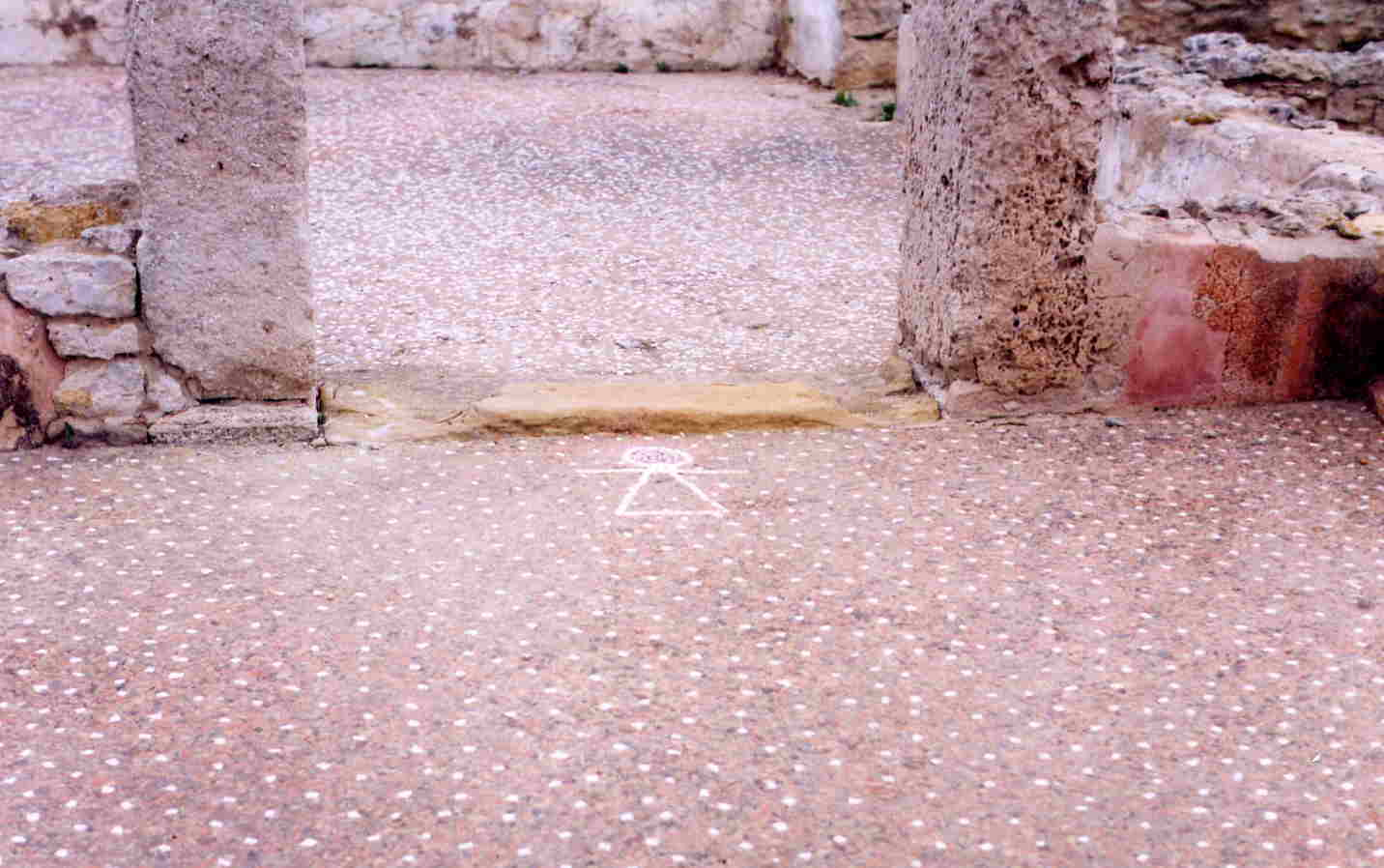
Rappresentazione del simbolo di Tanit a Kerkouane

Il simbolo di Tanit o il simbolo di Tinnit è un simbolo antropomorfo presente su molti resti archeologici di origine punica . 

## Rappresentazioni
Il simbolo è stato oggetto di varie rappresentazioni per le quali possiamo notare delle costanti: un triangolo, una forma lineare con a volte i due rami sollevati e un disco nella parte superiore. 
Le prime rappresentazioni del segno furono riportate su stele scoperte sul sito di Cartagine dall'inizio del XIX secolo. Gli scavi archeologici hanno successivamente evidenziato delle rappresentazioni su altri supporti come mosaici o persino ceramiche . 

Gli scavi dei tofet di Cartagine, Sousse e Motyé hanno messo in luce una diffusione particolarmente importante del simbolo nel bacino occidentale del Mar Mediterraneo, anche se le poche scoperte sulla primitiva terra fenicia potrebbero essere dovute solo "una continua occupazione di siti che rende più difficili le ricerche  . 

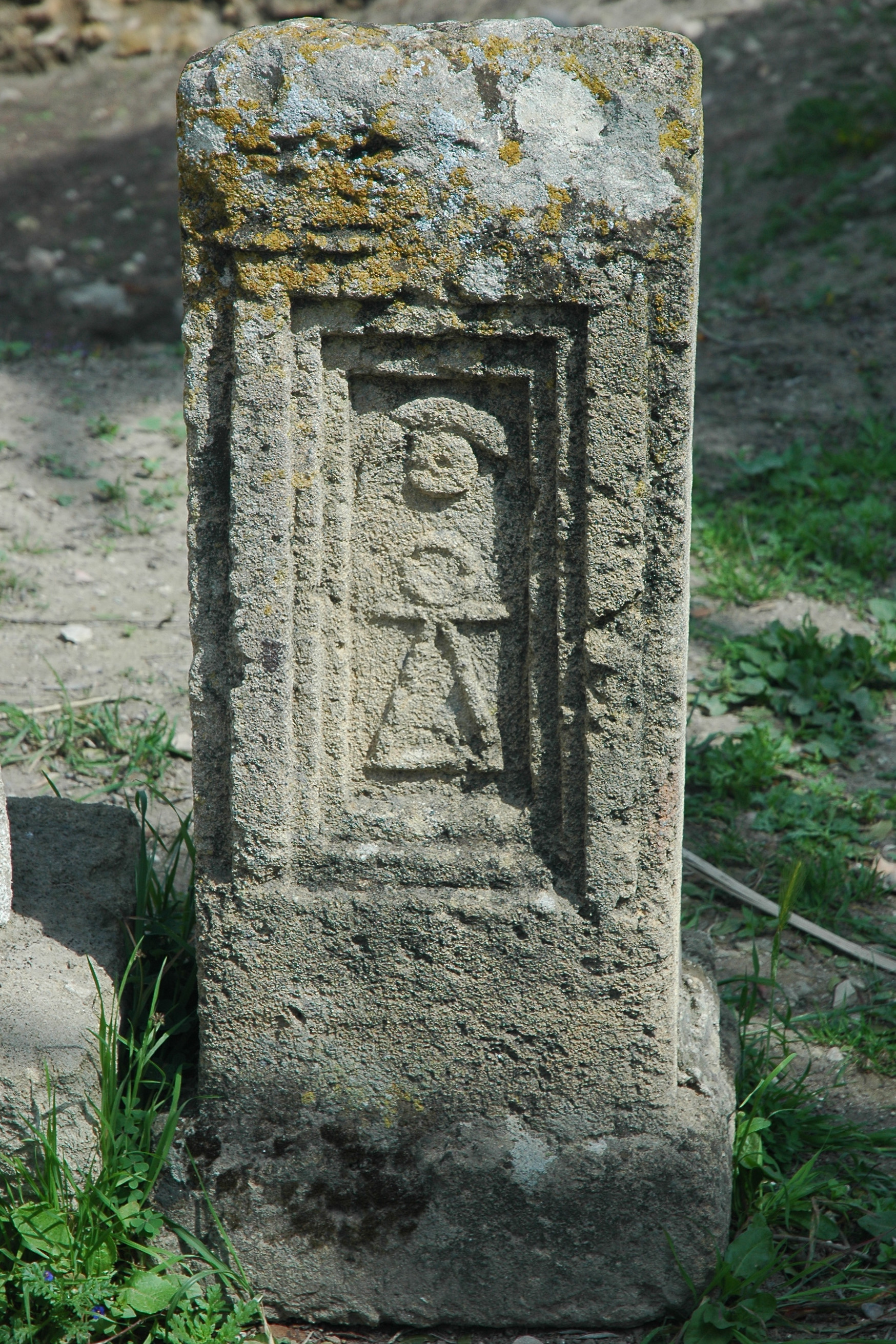
Stele del tophet di Cartagine
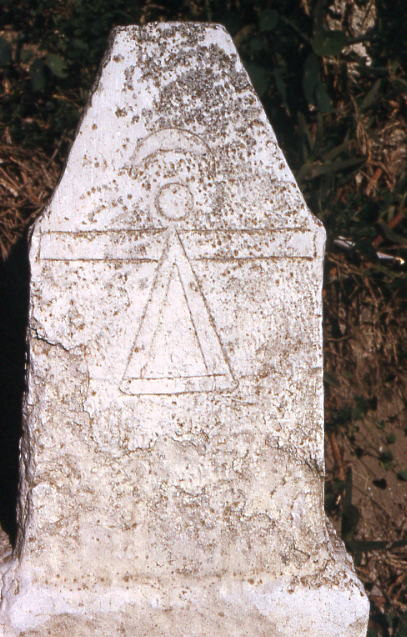
Stele del tophet di Cartagine
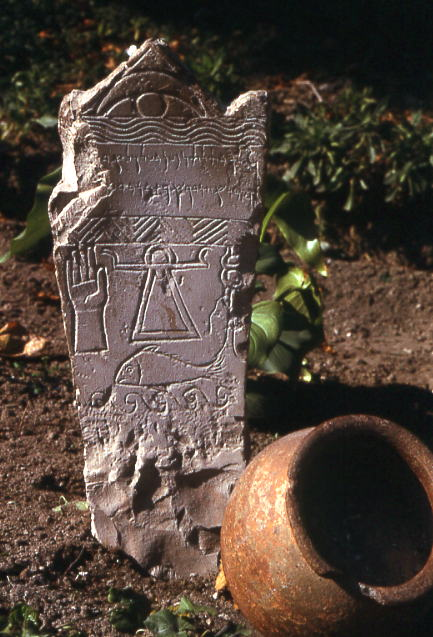
Stele del tophet di Cartagine
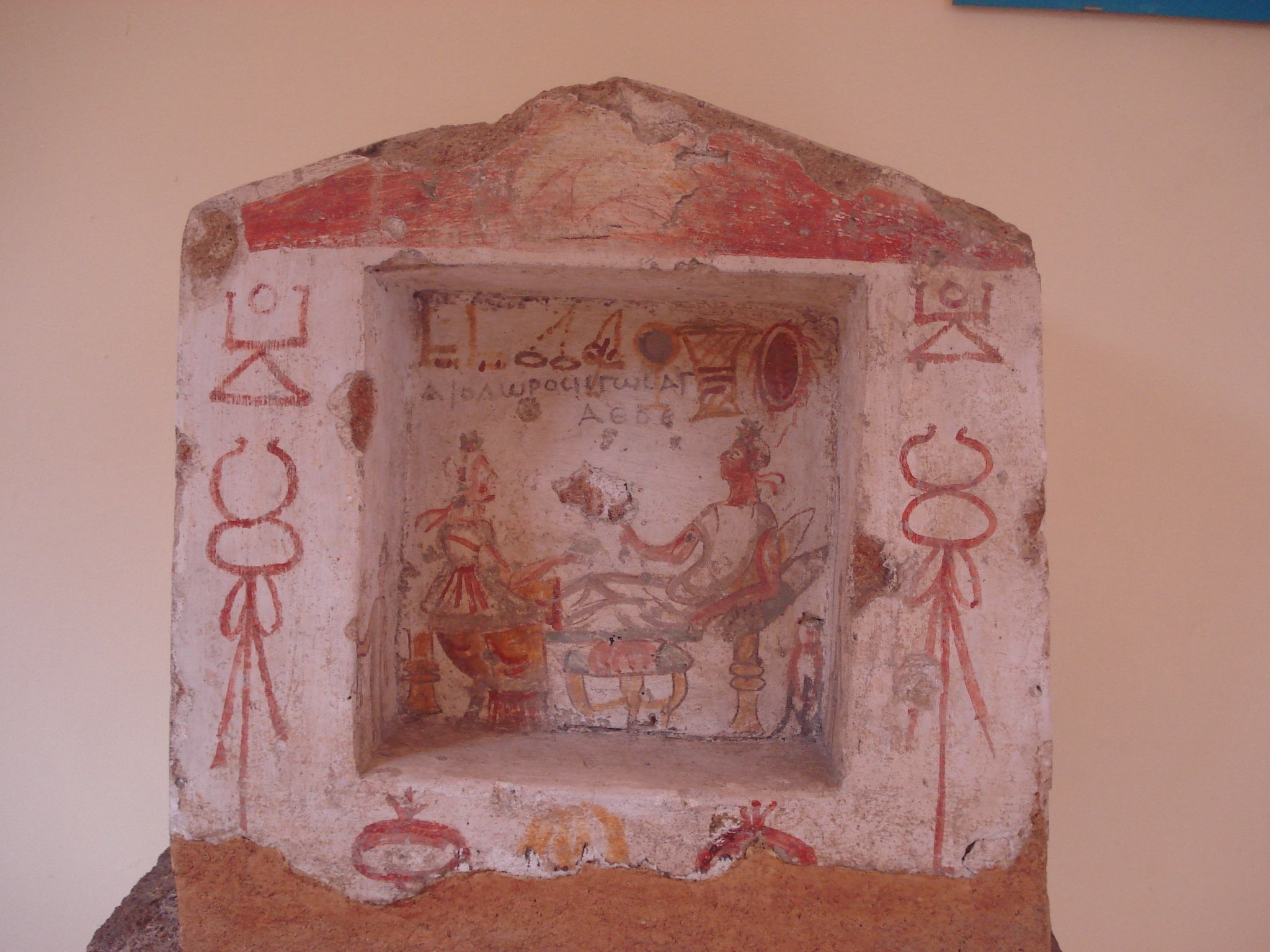
Edicola funeraria greco-punica di Marsala, con segno Tanit dipinto

## Significato
Il simbolo chiamato segno di Tanit è stato messo in relazione con la dea con lo stesso nome, parente di Ba'al Hammon nel pantheon punico sin dalle prime scoperte. La vicinanza del segno con la croce egiziana ansata ( ânkh ) è stata anche avanzata, la connessione della Cartagine Punica con la civiltà faraonica può confermare questa origine. 
È stato percepito come una rappresentazione della connessione del mondo terrestre o ctonio con il mondo celeste, i due rami sollevati essendo due braccia alzate come un segno di preghiera . Il motivo è stato anche interpretato come avente uno scopo apotropaico, essendo i Punici desiderosi di proteggersi dal malocchio . 

## Uso moderno
Sia il simbolo che il nome della dea Tanit sono ancora frequentemente utilizzati nella cultura tunisina, come nella tradizione di Omek Tannou  il primo premio del film Tanit d'oro  . Alcuni studiosi collegano anche il nome della capitale Tunisi e, per estensione, quello del paese moderno e del suo popolo alla dea fenicia Tanith (Tanit o Tanut), molte città antiche prendono il nome da divinità protettive  ,